# Alfàbrega de ca
L'alfàbrega de ca (Silene latifolia) és una espècie de planta cariofil·làcia de distribució cosmopolita a Europa, Àsia i Àfrica del Nord, naturalitzada en altres llocs incloent Alaska i Groenlàndia. És ruderal i creix en terres de conreu.

## Morfologia

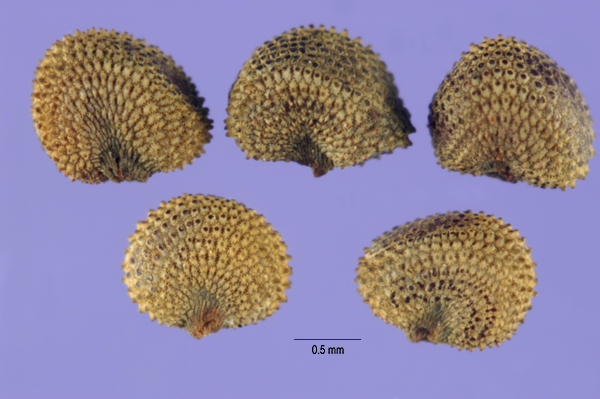
Llavors madures

Planta vivaç, pubescent i glandulosa, de tiges buides i robustes que poden arribar a fer 80 o 100 cm d'altura.
Les fulles són aparellades, ovals o oval-lanceolades, les de la part superior són sense pecíol. Flors blanques en raïms terminals, és una planta dioica, per tant hi ha plantes mascle i plantes femella. El calze és allargat i amb dents agudes, amb 10 nervis en les flors masculines -molt més petites- i 20 nervis en les flors femenines. Pètals bífids coronats d'esquames lanceolades. La separació dels sexes és garantia de la pol·linització creuada. Les flors s'obren cap al capvespre i atrauen els insectes mitjançant el seva aroma. Després de la pol·linització, l'ovari de la flor femella forma una càpsula que quan és seca s'obre i té 10 dents.
Floreix a la primavera.

## Taxonomia
Silene latifolia va ser descrita per Jean Louis Marie Poiret i publicat a Voyage en Barbarie 2: 165–166. 1789.
Citologia
Nombre cromosòmic de Silene latifolia (Fam. Caryophyllaceae) i tàxons infraespecífics: 2n=24
Etimologia
El nomb delgènere està vinculat al personatge de Silè (en grec Σειληνός; en llatí Sīlēnus), pare adoptiu i preceptor de Dionís, sempre representat amb la panxa inflada similar als calzes de nombroses espècies, per exemple Silene vulgaris o Silene conica. Encara que també s'ha evocat a (Teofrast via Lobelius i després Linnaeus) un possible origen a partir del grec σίαλoν, ου, "saliva, moc, bava", fent al·lusió a la viscositat de certes espècies o bé σίαλος, oν, "gras", que seria el mateix que inflat.
latifolia; epítet específic llatí que significa "de fulla ampla".
Sinònims
- Silene latifolia Poir., Voy. Barbarie 2: 165 (1789)
- Silene latifolia subsp. latifolia Poir.
- Melandrium latifolium (Poir.) Maire in Bull. Soc. Hist. Nat. Afrique N. 27: 211 (1936)
- Silene alba subsp. alba (Mill.) E.H.L. Krause
- Lychnis alba subsp. divaricata (Rchb.) Arcang., Comp. Fl. Ital. 95 (1882)
- Silene alba subsp. divaricata (Rchb.) Walters in Feddes Repert. Spec. Nov. Regni Veg. 69: 48 (1964)
- Silene alba subsp. mariziana (Gand.) Franco, Nova Fl. Portugal 1: 550 (1971)
- Silene alba var. crassifolia (Lange) P. Silva in Bol. Soc. Brot. ser. 2 60: 152 (1988???)
- Silene alba var. rothmaleriana P. Silva in Bol. Soc. Brot. ser. 2 60: 153 (1988???)
- Silene alba (Mill.) E.H.L. Krause in Sturm, Deutschl. Fl. ed. 2 5: 98 (1901), nom. illeg.
- Lychnis alba Mill., Gard. Dict. ed. 8 n.° 4 (1768)
- Melandrium album raza macrocarpum (Boiss. & Reut.) Samp., Man. Fl. Portug. 302 (1911)
- Melandrium album subsp. divaricatum (Rchb.) Grande, Bull. Ort. Bot. Napoli 3: 209 (1913)
- Melandrium album var. crassifolium (Lange) Cout., Fl. Portugal 214 (1913)
- Melandrium album var. latifolium Cout., Fl. Portugal 214 (1913)
- Melandrium album var. marizianum (Gand.) Samp., Man. Fl. Portug. 302 (1911)
- Melandrium album (Mill.)[6]
- Gypsophila arenicola Dufour in Bull. Soc. Bot. France 7: 240 (1860)
- Lychnis dioica subsp. macrocarpa (Boiss. & Reut.) Bon. & Lay., Tab. Syn. Pl. Vasc. France 45 (1894)
- Melandrium dioicum subsp. album (Mill.) D. Löve in Bot. Not. 1944: 200 (1944)
- Melandrium dioicu subsp. divaricatum (Rchb.) Á. Löve & D. Löve in Lagascalia 4: 15 (1974)
- Lychnis divaricata Rchb., Iconogr. Bot. Pl. Crit. 4: 3 (1826)
- Melandrium divaricatum var. crassifolium (Rouy & Foucaud) Samp. in Ann. Sci. Nat. Porto 10: 20 (1906)
- Melandrium divaricatum (Rchb.) Fenzl in Ledeb., Fl. Ross. 1: 328 (1842)
- Silene latifolia subsp. alba (Mill.) Greuter & Burdet in Willdenowia 12: 189 (1982)
- Silene latifolia subsp. mariziana (Gand.) Greuter & Burdet in Willdenowia 12: 189 (1982)
- Lychnis macrocarpa Boiss. & Reut. in Biblioth. Universelle Genève ser. 2 38: 200 (1842)
- Melandrium macrocarpum proles catalaunicum Sennen in Bol. Soc. Aragonesa Ci. Nat. 15: 224 (1916)
- Melandrium macrocarpum var. crassifolium Rouy & Foucaud, Fl. France 3: 96 (1896)
- Melandrium macrocarpumvar. trachyodon Pau in Bol. Soc. Aragonesa Ci. Nat. 14: 136 (1915)
- Melandrium macrocarpum (Boiss. & Reut.) Willk., Icon. Descr. Pl. Nov. 1: 28 (1853)
- Melandrium marizianum Gand. in Bull. Soc. Bot. France 56: 106 (1909)
- Melandrium obtusifolium (Cuatrec.) Pau in Cavanillesia 3: 14 (1930)
- Melandrium pratense var. crassifolium (Lange) Willk. in Willk. & Lange, Prodr. Fl. Hispan. 3: 642 (1878)
- Melandrium pratense (Rafn) Röhl., Deutschl. Fl. ed. 2 2: 274 (1812)
- Silene pratensis raça divaricata (Rchb.) Samp. in Bol. Soc. Brot. 24: 25 (1908-09)
- Silene pratensis subsp. divaricata (Rchb.) McNeill & Prentice in Taxon 30(1): 30 (1981)
- Silene pratensis subsp. mariziana (Gand.) McNeill & Prentice in Taxon 30: 30 (1981)
- Silene pratensis subsp. pratensis (Rafn) Godr.
- Silene pratensis var. crassifola (Rouy & Foucaud) Samp. in Bol. Soc. Brot. 24: 25 (1908-09)
- Silene pratensis (Rafn) Godr. in Mém. Soc. Roy. Sci. Nancy 1846: 171 (1847)
- Lychnis pratensis Rafn, Fl. Danm. Holst. Fl. 2: 792 (1800)
- Melandrium stenocarpum Pau in Bol. Soc. Aragonesa Ci. Nat. 14: 136 (1915), pro hybrid.
- Melandrium vespertinumvar. crassifolium Lange in Pugill. 4: 115 (1865)
- Lychnis vespertina sensu Boiss.[7]

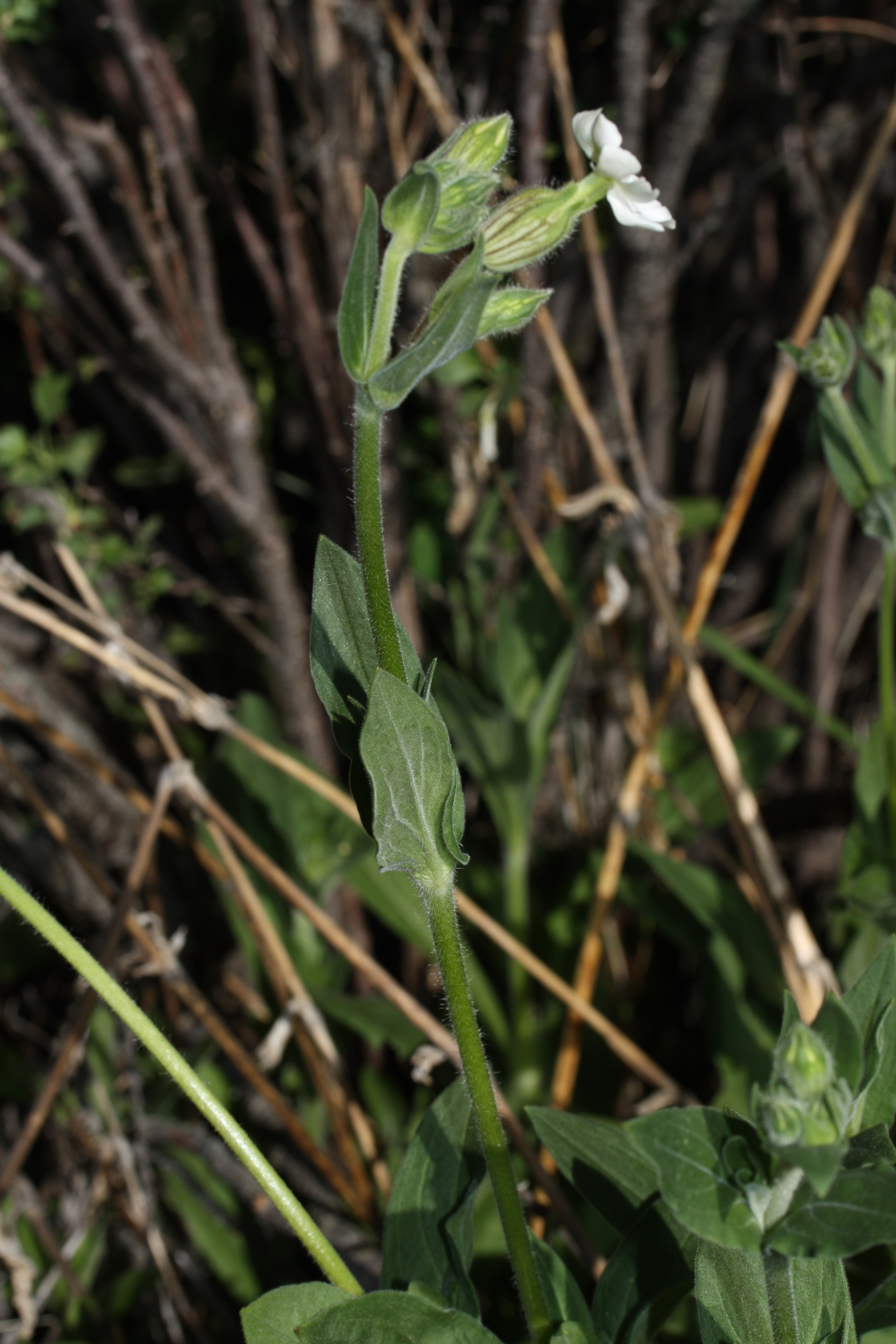
Vista general
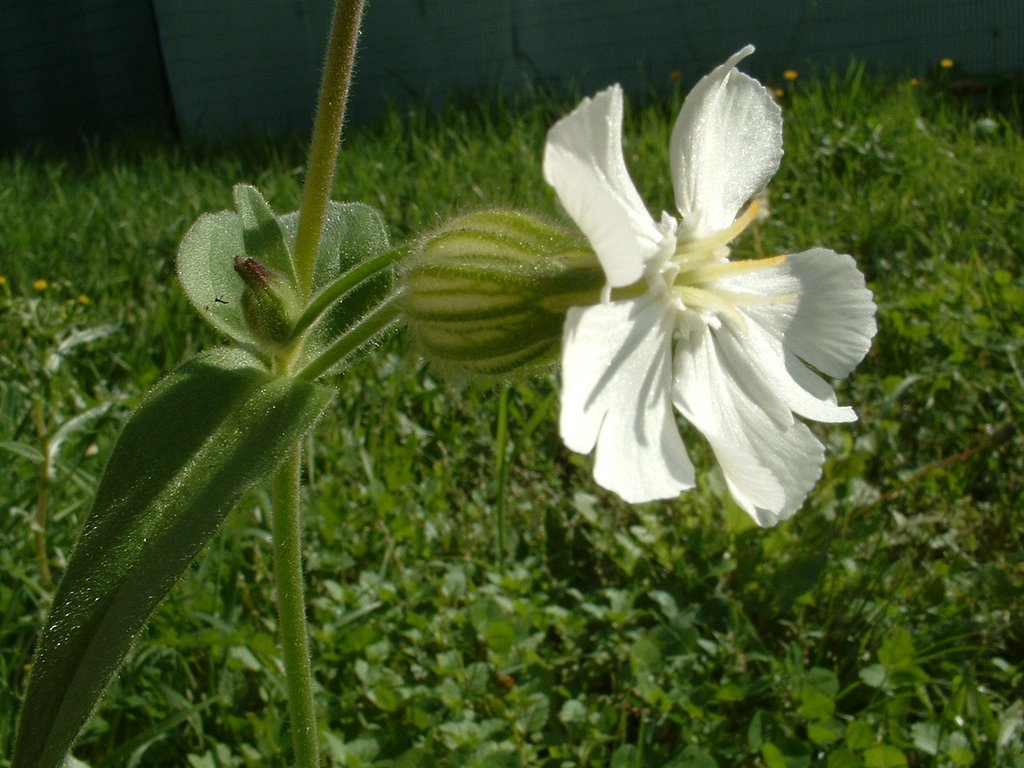
Calze i corol·la:detall
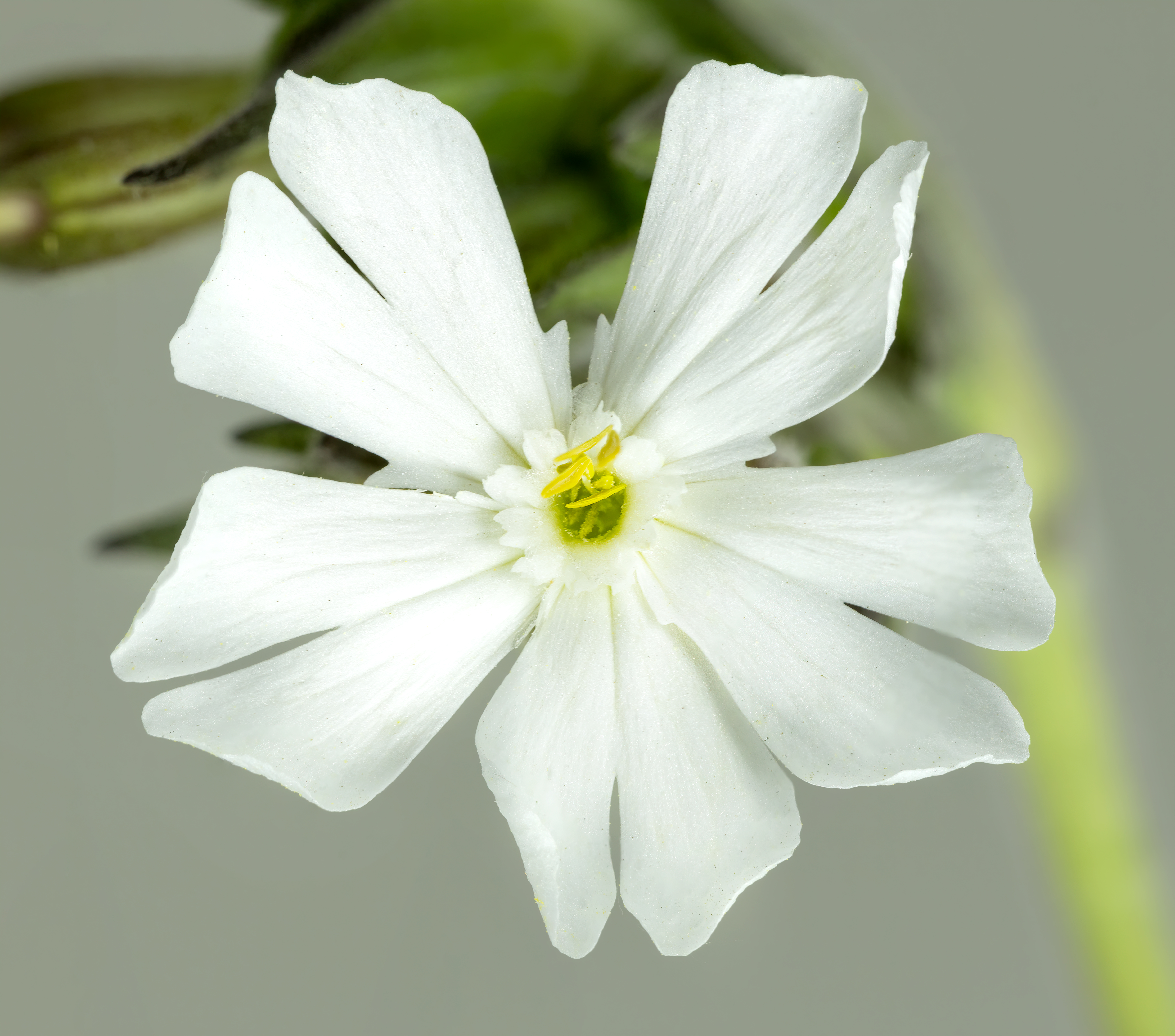
La flor
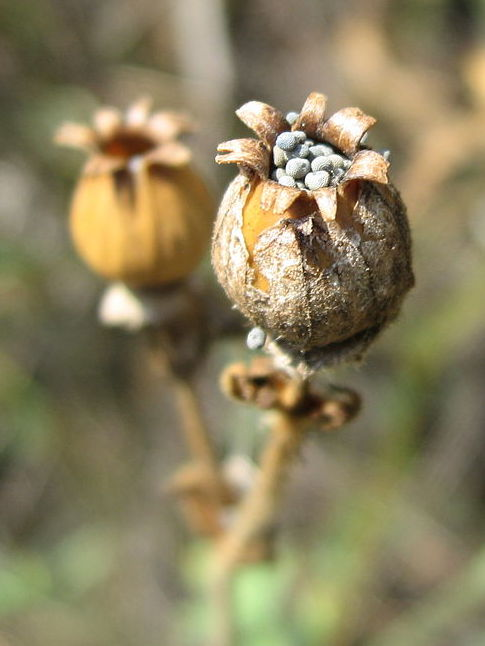
Fruit madur amb llavors